# Eugène Dodeigne

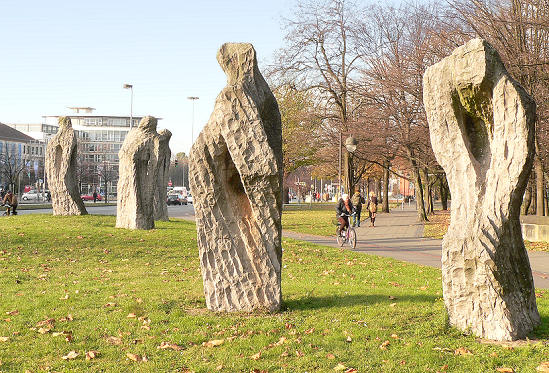
Skulpturen „Große Familie“ auf der Skulpturenmeile Hannover

Eugène Dodeigne (* 27. Juli 1923 in Rouvreux, Belgien; † 24. Dezember 2015 bei Bondues, Frankreich) war ein in Belgien geborener französischer Bildhauer. Er gehörte zu den bedeutenden Vertretern der Modernen Kunst nach dem Zweiten Weltkrieg; bekannt wurde er insbesondere durch seine monumentalen Steinskulpturen. Dodeigne spielte eine wichtige Rolle in der Geschichte und für die Entwicklung der Skulptur in der zweiten Hälfte des 20. Jahrhunderts.

## Leben und Werk
Eugène Dodeigne lernte sein Handwerk ab 1936 bei seinem Vater, der ein Steinmetz war. Er studierte nach seiner handwerklichen Ausbildung Zeichnung und Skulptur, anfangs an der École des Beaux-Arts in Tourcoing, später an der Schule der Académie des Beaux-Arts in Paris in der Werkstatt von Marcel Gimond. Seine ersten Skulpturen waren noch aus Holz, er wechselte dann zu Steinskulpturen.
Sein Frühwerk war von den abstrakten, glatten Formen, wie sie bei Constantin Brâncuși vorkommen, beeinflusst. In den 60er Jahren wurden seine Arbeiten expressiver und schroffer. Sein Werk in dieser Zeit war von der Kunst Alberto Giacomettis und Germaine Richiers inspiriert.
Eugène Dodeigne hatte seine ersten Ausstellungen 1953 in der Galerie Marcel Evrard in Lille und in der Galerie Verannemanin Brüssel, 1957 im Palais des Beaux-Arts in Brüssel, danach in der Galerie Claude Bernard, der Galerie Pierre Loeb und der Galerie Jeanne Bucher in Paris. Es folgten Ausstellungen in Berlin, Hannover, Rotterdam, Brüssel und Pittsburgh. Ende der fünfziger und in den sechziger Jahren fand Dodeigne breite internationale Anerkennung. Im Jahr 1959 war er Teilnehmer der documenta II, 1964 der documenta III in Kassel. Er stellte 1959 auf der Biennale de Paris aus und war 1967 auf der Biennale von Tokio und der Exposition internationale de sculpture contemporaine in Montréal vertreten.

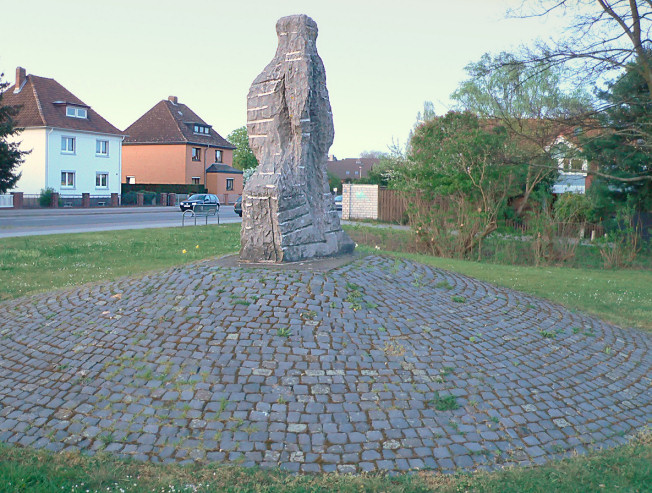
Mahnmal für das frühere KZ-Außenlager Hannover-Misburg

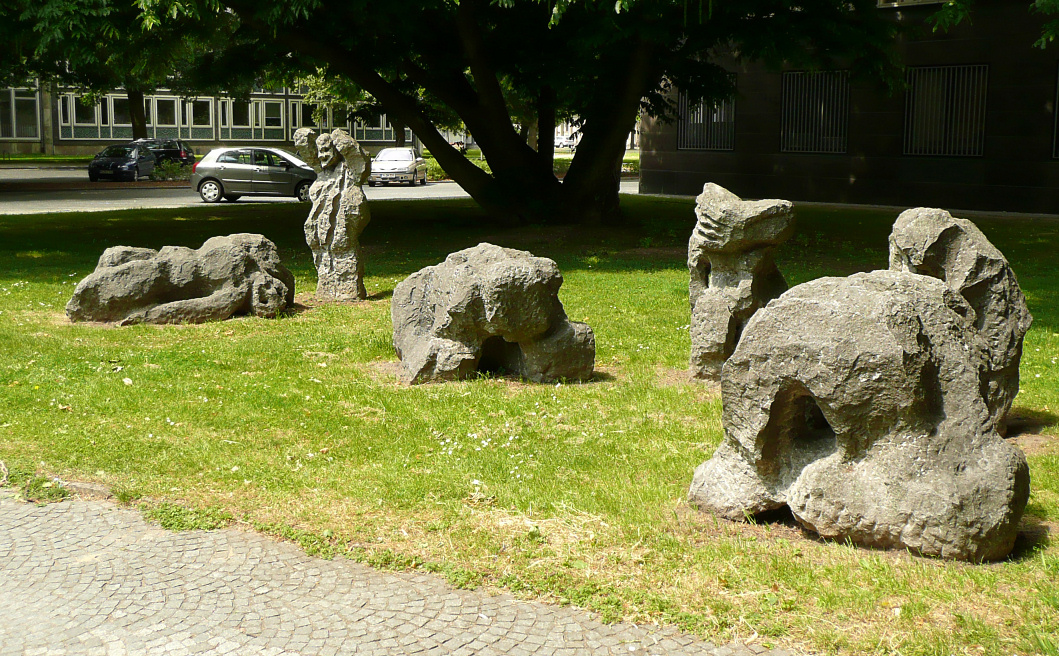
Skulpturengruppe Die große Familie am Trammplatz in Hannover

Nach 1968 widmete er sich einer Reihe von Skulpturen, die in neuer Art und Weise die glatten Oberflächen und die unregelmäßigen Volumen des explodierten Steines miteinander verbinden. Ab den 1970er Jahren wurden Dodeignes monumentale Skulpturen unter freiem Himmel in zahlreichen Städten, Museen und deren Parks errichtet. Dazu gehören Lille, Dünkirchen, Villeneuve-d’Ascq, Antwerpen, Lüttich, Hannover (Skulpturenmeile), Utrecht, später Bobigny, Argentan, Paris, Grenoble im Jahre 1998, danach Créteil.
Im Jahr 1987 erhielt er den Kunstpreis der Stadt Nordhorn. Seine Arbeiten sind in zahlreichen öffentlichen Sammlungen, insbesondere in Nordeuropa (Deutschland, Österreich, Belgien, Norwegen, Niederlande), in Frankreich, in den Vereinigten Staaten und der Schweiz enthalten.
Ein bekanntes Werk von Eugène Dodeigne ist das Mahnmal, das am 2. Juni 1989 in Hannover-Misburg auf dem Gelände der Gedenkstätte des dortigen Außenlagers des Konzentrationslagers Neuengamme errichtet wurde.
1999 wurde Dodeigne als Nachfolger von Étienne Martin in die Académie des Beaux-Arts gewählt.